# パラダイス牧場
『パラダイス牧場』（ぱらだいすぼくじょう）は、2011年1月24日から3月15日まで韓国のSBSで放送されたドラマである。全16話。邦題は原題の『파라다이스 목장』の直訳である。日本ではBSフジで放送された。

## 概要
済州島の自然の中で繰り広げられる若者たちの愛、開発と自然保護の間で揺れ動く心を描いたロマンティック・ラブコメディーである。
また今回ハン・ドンジュ役のチャンミンは、初主演作品となった。

## ストーリー
主人公のハン・ドンジュとイ・ダジは親の強い反対を押し切って結婚。幸せな日々を送るはずの2人だったがあえなく6か月で離婚。それから6年後、ダジは済州島のパラダイス牧場で獣医兼馬の調教師をしていたが、馬の競売から帰ってきたとき、彼女はパラダイス牧場を詐欺によって失ってしまった。その時、ドンジュはD.I.リゾートの開発本部長として、パラダイス牧場の利権を主張しに来た。
タジに惹かれたリゾート投資会社のパートナーの投資会社の社長のソ・ユンホ、トンジュの現在の恋人でソ・ユンホの恋人でもあるパク・ジニョンも巻き込んで恋と開発の葛藤が引き起こされる。

## 登場人物
ハン・ドンジュ
演:チャンミン(東方神起)
ハン・ソクサン
演:チャンヨン
ハン・テマン
演:アン・ソックァン
イ・ボクシム
演:ナ・ヨンヒ
イ・ビソ
演:イ・シオン
イ・ダジ
演:イ・ヨニ
イ・オクス
演:チョン・ホジン
ソ・ユンホ
演:チュ・サンウク
ベク・インス
演:パク・スヒョン
パク・チニョン
演:ユ・ハナ
イ・ダウン
演:イム・スヒャン
ガン・ヤンジャ
演:ユン・イェフイ
バン・ジョンデ
演:チェ・ジョンユン
シム・スミン
演:イ・ドゥイル
ヤン社長
演:チョン・ウンピョ
ジ・ミルヒェ
演:ユン・ジミン

## 主題歌
- エンディングテーマ「JOURNEY」（東方神起）